# Tim Bakker
Tim Bakker (19 juli 1983) is een voormalig Nederlands korfballer. Hij is meervoudig Nederlands kampioen en international van Nederland. Hij komt uit een echte korfbalfamilie, want hij is de 4e generatie Bakkers die bij KZ speelt. Hij verruilde zijn club heel even voor een kortstondig avontuur bij AKC Blauw-Wit van 2 jaar, maar kwam weer terug op het oude nest om daar meervoudig Nederlands kampioen te worden. Hij stopte in 2017 als speler. Sindsdien geeft hij geregeld live-commentaar bij korfbalwedstrijden die op de NOS te zien zijn. Zo ontstond er wat consternatie rondom zijn persoon in 2011, omdat hij, terwijl hij international was, een dopingcontrole had geweigerd. Dit leverde hem in eerste instantie een schorsing van 1 jaar in Oranje op. In hoger beroep werd Bakker later vrij gesproken.

## Spelerscarrière
Bakker begon op zijn 5e met korfbal bij Koog Zaandijk. Hier doorliep hij de jeugdteams. Hij verruilde in 2004 van club, op 21-jarige leeftijd. Hij sloot zich namelijk aan bij het Amsterdamse AKC Blauw-Wit.

### Korfbal League
In seizoen 2005-2006 speelde Bakker nog voor AKC Blauw-Wit in de Korfbal League. Dit was het eerste jaar van deze nieuw opgezette korfbalcompetitie. Bakker was in 2004 overgestapt naar Blauw-Wit om op het hoogste niveau te spelen. Dat lukte, want Bakker won in 2005 de prijs van Talent van het Jaar.
Aan het eind van dit seizoen promoveerde zijn jeugdclub Koog Zaandijk van de Hoofdklasse naar de Korfbal League en besloot Bakker om terug te keren naar het oude nest. Het eerste seizoen van KZ in de Korfbal League was lastig. De club eindigde 9e en moest daardoor play-downs spelen tegen SKF. KZ won met 18-17 en mocht in de Korfbal League blijven. Het tweede seizoen van KZ in de Korfbal League was heel bijzonder. Aan het eind van het seizoen stond KZ eerste en kon het play-offs spelen. In de play-offs werd twee keer gewonnen van PKC en stond KZ in de grote finale in Ahoy. Koog Zaandijk won deze finale met 18-16 van het derde geplaatste DOS'46 en was in hun tweede jaar Nederlands kampioen.
In seizoen 2008-2009 speelde KZ wederom de finale, maar die werd verloren van DOS'46. Ook het jaar erna, in seizoen 2009-2010 stond Koog Zaandijk in de finale, voor de derde keer op rij. Dit maal was Dalto de tegenstander. KZ won met 22-20 en was voor de tweede keer in het bestaan Nederlands kampioen.
Seizoen 2010-2011 begon voor KZ weer erg goed. De ploeg eindigde weliswaar eerste in de competitie, maar had aan het eind van het seizoen last van blessures. Eerst was het Erik de Vries die met een blessure kampte, maar aan het eind van het seizoen scheurde Bakker zijn achillespees af. KZ verloor de play-offs van PKC en kon hun titel dus niet verdedigen. Voor Bakker was dit een domper op een goed seizoen.
Bakker herstelde van zijn blessure en seizoen 2011-2012 ging weer voortvarend voor KZ. Wederom eindigde de club eerste in de competitie en in de play-offs werd Fortuna verslagen. Koog Zaandijk speelde dus voor de vierde keer in vijf jaar de finale van Nederland. In de finale werd met een nipte 20-19 gewonnen van PKC. KZ was voor de derde keer Nederlands kampioen. In de seizoenen hierna streed KZ vaak mee in de hogere regionen van de Korfbal League, maar er werden geen finales meer gespeeld. In 2017 eindigde KZ vijfde en speelde het geen play-offs. Dit was het laatste seizoen van Bakker.
Naast de drie Korfbal League titels won Bakker ook drie keer de Europacup. Hij won deze met Koog Zaandijk in 2009, 2011 en 2013.

### Veldkorfbal
Bakker speelde met AKC Blauw-Wit en  Koog Zaandijk ook op het hoogste niveau veldkorfbal, namelijk de Ereklasse korfbal. Tijdens zijn carrière speelde hij tweemaal de veldfinale, in 2009 en 2014. Beide finales werden gewonnen, waardoor Bakker ook Nederlands veldkampioen was. Vanaf 2012 wordt er ook de Supercup gespeeld. Dit is een wedstrijd tussen de Nederlandse en Belgische veldkampioen. Bakker speelde deze Supercup in 2014 tegen het Belgische Boeckenberg. KZ won met 22-19.

## Statistieken
Bakker speelde 12 seizoenen in de Korfbal League. Dit zijn zijn statistieken
| Naam       | KL seizoenen | Wedstrijden | Goals | Gemiddeld | Rebounds | Strafworpen |
| ---------- | ------------ | ----------- | ----- | --------- | -------- | ----------- |
| Tim Bakker | 12           | 208         | 1242  | 5,9       | 1597     | 345         |

## Erelijst
- Nederlands kampioen zaalkorfbal, 3x (2008, 2010, 2012)
- Nederlands kampioen veldkorfbal, 2x (2009, 2014)
- Europacup kampioen zaalkorfbal, 3x (2009, 2011, 2013)
- Supercup kampioen veldkorfbal,1x (2014)
- Korfballer van het Jaar, 1x (2015)
- Korfbal Talent van het Jaar, 1x (2005)

## Oranje
Sinds 2006 is een onderdeel van het Nederlands Team. Hij stopte in 2017 en heeft 54 interlands op zijn naam staan. In dienst van Oranje heeft hij gespeeld op deze toernooien
| Jaar | Toernooi    | Toernooi locatie | Kampioen  |
| ---- | ----------- | ---------------- | --------- |
| 2016 | EK          | Nederland        | Nederland |
| 2015 | WK          | België           | Nederland |
| 2014 | EK          | Portugal         | Nederland |
| 2013 | World Games | Colombia         | Nederland |
| 2010 | EK          | Nederland        | Nederland |
| 2009 | World Games | Chinees Taipei   | Nederland |
| 2007 | WK          | Tsjechië         | Nederland |
| 2006 | EK          | Hongarije        | Nederland |

## Trivia
- Bakker is lid van de Club van 1000; een selectieve groep spelers die minimaal 1000 goals in de Korfbal League hebben gescoord
- Bakker was Korfbal League topscoorder in seizoen 2014-2015 met 134 goals

## Coachingscarrière
Tim Bakker werd in 2018 coach van Koog Zaandijk A1 jeugd. 
In maart 2021 werd bekendgemaakt dat Bakker voor seizoen 2021-2022 de nieuwe hoofdcoach van Koog Zaandijk 1 zou worden. Hij verving hiermee vertrekkend coach Dennis Doves.
In zijn eerste seizoen als coach, seizoen 2021-2022 werd KZ in de eerste competitiefase 3e in Poule A. Dit was voldoende om zich te plaatsen in de kampioenspoule. In deze tweede competitiefase behaalde KZ net voldoende punten om 4e te worden, waardoor het zichzelf plaatste voor de play-offs. In de best-of-3 serie verloor KZ van concurrent Fortuna.
In seizoen 2022-2023 stond KZ na de reguliere competitie met 18 punten uit 18 wedstrijden op de 6e plek. Ze plaatsten zich niet voor de play-offs in dit seizoen.
Seizoen 2023-2024 werd een bijzonder seizoen voor KZ. Voor het seizoen begon kreeg de ploeg een kwaliteitsimpuls vanwege de komst van KV Groen Geel spelers Kevin Dik en Carlo de Vries. Hierdoor was de ploeg aardig versterkt ten opzichte van vorig seizoen. Gedurende het seizoen deed de ploeg het goed en na de 18 competitieduels eindigde de ploeg met 27 punten op de 4e plek. Hierdoor plaatste KZ zich voor de play-offs. Tegenstander in de play-off serie was titelfavoriet PKC.In de best-of-drie serie verloor KZ in 2 wedstrijden, waardoor de ploeg zich niet plaatste voor de zaalfinale.
Seizoen 2024-2025 werd een seizoen voor KZ zonder nacompetitie. In het zaalseizoen werd de ploeg 5e en miste op 2 punten na de play-offs. Ook in de veldcompetitie plaatste de ploeg zich niet voor de play-offs, waardoor het een seizoen werd in de middenmoot.